# Sōseki Natsume
Sōseki Natsume (jap. 夏目 漱石 Natsume Sōseki; prawdziwe imię Kinnosuke, 金之助, ur. 9 lutego 1867 w Edo, zm. 9 grudnia 1916 w Tokio) – pisarz japoński okresu Meiji, twórca nowoczesnej powieści japońskiej, autor utworów obyczajowych i psychologicznych, poezji, esejów oraz krytyki literackiej. Jeden z najwybitniejszych pisarzy japońskich XX wieku. Tworzył również w języku chińskim.
Natsume urodził się w Babashicie, w dzielnicy Ushigome, w Edo. Był najmłodszym synem naczelnika Babashity. Po nastaniu okresu Meiji stanowisko naczelnika dzielnicy zostało zlikwidowane i rodzice Kinnosukego popadli w kłopoty finansowe, w wyniku czego oddali syna rodzinie o nazwisku Shiobara. W wieku ośmiu lat został on odesłany do domu rodzinnego, ale boleśnie przeżywał samotność niechcianego dziecka.
Edukację rozpoczął w szkole podstawowej, gdzie pobierał nauki w tradycji klasyków chińskich. Opanował także japoński martwy język literacki. Po skończeniu szkoły podstawowej uczęszczał do prywatnej szkoły, która również specjalizowała się w nauczaniu klasyków chińskich. Świadomy anachroniczności tego kierunku zainteresował się językiem angielskim. Naukę tego języka rozpoczął w wieku szesnastu lat.
Studiował literaturę angielską na Uniwersytecie Cesarskim w Tokio. Po ukończeniu studiów otrzymał posadę nauczyciela w tokijskim liceum (1883 r.). W 1895 r. opuścił Tokio i rozpoczął pracę w szkole średniej w Matsuyama na Sikoku. W 1896 r. przeniósł się do Kumamoto na Kiusiu, gdzie poślubił najstarszą córkę sekretarza Izby Parów – Kyōko. Następnie od 1900 r. kontynuował naukę w Anglii jako stypendysta Ministerstwa Edukacji, po czym w 1903 r. został wykładowcą literatury na macierzystym uniwersytecie (stanowisko to objął po popularnym wówczas Lafcadio Hearnie) oraz nauczycielem w I Liceum Państwowym w Tokio.
Pierwszą powieść, Jestem kotem, napisał za namową Kyoshiego Takahamy (1874–1959), poety i redaktora czasopisma „Hototogisu” (jap. kukułka, nazwa magazynu i grupy poetów). Pierwsze opowiadanie z cyklu Jestem kotem powstało w 1904 r., ale nie spodobało się ono Takahamie. Po gruntownych zmianach zostało opublikowane na łamach „Hototogisu” w styczniu 1905 r. Natsume nie zamierzał pisać dalszego ciągu, ale Takahama i czytelnicy nakłonili go do kontynuacji.
Od 1907 r., po objęciu stanowiska kierownika działu literackiego gazety Asahi Shimbun, poświęcił się wyłącznie twórczości literackiej jako powieściopisarz i eseista, zyskując sławę jednego z najwybitniejszych pisarzy Japonii nowożytnej. Głównym motywem jego dzieł jest samotność człowieka we współczesnym świecie, niemożność znalezienia pełnego zrozumienia nawet u ludzi najbliższych.

## Twórczość[3]
- Wagahai wa neko de aru 吾輩は猫である (1905; wyd. pol. Jestem kotem, 1977, 2006)
- Nowaki 野分 (1907; dosł. Jesienny wiatr)
- Botchan 坊つちやん (1906; wyd. pol. Panicz, 2009)
- Kusamakura 草枕 (1906; dosł. Poduszka z trawy)
- Gubijinsō 虞美人草 (1907; dosł. Mak polny)
- Sanshirō 三四郎 (1908; wyd. pol. 2003)
- Sorekara それから (1909; dosł. Później)
- Mon 門 (1910; wyd. pol. Wrota, 2016)
- Kōjin 行人 (1912–1913; dosł. Przechodzień)
- Kokoro こゝろ (1914–1915; wyd. pol. Sedno rzeczy, 1973)
- Meian 明暗 (1916; wyd. pol. Światło i mrok, 2016)

1. ↑  Magazyn literacki utworzony w 1897 r., istniejący do dziś. Został założony przez Kyokudō Yanagahirę (1867–1957) i Shiki Masaokę (1867–1902).